# Implozja (fizyka)

Schemat eksplozji (na górze) i implozji (na dole)

Implozja (łac. im- 'w, do, ku' i (ex)plosio) – przeciwieństwo eksplozji ze względu na kierunek wybuchu, nagłe zapadanie się materii w zamkniętym obszarze (w szczególności, zapadanie się ścianek naczynia) pod wpływem panującego w nim podciśnienia.
Implozja towarzyszy np. stłuczeniu żarówki lub kineskopu – w obu przypadkach okruchy pękającego szkła przyspieszają pod wpływem różnicy ciśnień pomiędzy ciśnieniem atmosferycznym na zewnątrz i próżnią (lub rozrzedzonym gazem) wewnątrz; okruchy te uderzają w przeciwległe ścianki naczynia, powodując dalsze pękanie, a także ulegają wzajemnym zderzeniom, w wyniku czego zostają wyrzucone na zewnątrz obszaru implozji.
Implozja może być również następstwem eksplozji. W wyniku implozji gwiazd o dostatecznie dużej masie powstają czarne dziury.